# Joachim Krawiec
Joachim Krawiec (ur. 8 sierpnia 1941 w Czarnowąsach) – polski piłkarz grający na pozycji obrońcy, trener. Wieloletni zawodnik Odry Opole.

## Kariera piłkarska
Joachim Krawiec jest z wykształcenia ekomonterem. Karierę piłkarską rozpoczął w Swornicy Czarnowąsy, gdzie grał do 1962 roku. Następnie za namową zawodnika Odry Opole - Henryka Prudły, Joachim Krawiec przeniósł się do drużyny Niebiesko-Czerwonych, gdzie stanowił siłę linii obrony zespołu i osiągał z nim największe sukcesy w historii klubu. W sezonie 1963/1964 zajął z drużyną 3.miejsce w ekstraklasie oraz dotarł do półfinału Pucharu Intertoto. W Odrze Opole występował do 1976 roku. Łącznie w drużynie Niebiesko-Czerwonych rozegrał ok. 400 meczów i strzelił 1 bramkę. Następnie wyjechał do Australii grać w drużynie Brisbane.

## Po zakończeniu kariery
Po zakończeniu kariery piłkarskiej Joachim Krawiec wrócił do Polski i w latach 1978–1981 był trenerem Victorii Chróścice. W 1981 roku wyjechał do Niemiec, gdzie mieszka do dziś w miasteczku Grevenbroich.

## Sukcesy

### Odra Opole
- 3.miejsce w ekstraklasie: 1964
- Półfinał Pucharu Intertoto: 1964